# Tương phùng tương ngộ
Tương phùng tương ngộ là tên một bài hát dân ca Quan họ Bắc Ninh. Bài hát không được biểu diễn nhiều ở buổi giao duyên của Quan họ nhưng làn điệu cổ này cũng được nhiều người yêu dân ca Quan họ biết đến. Bài hát nói về mối tương tư và mơ ước về tương lai của một người thanh niên (nam hoặc nữ) Quan họ. "Tương" có nghĩa là "cùng nhau, đối lẫn nhau", còn "phùng" nghĩa là "gặp". "Tương phùng" đồng nghĩa với "tương ngộ", nghĩa là gặp nhau.

## Lời bài hát
Khi tương phùng là khi nay a tương ngộ
Xuôi i nên bộ văng vẳng tiếng tơ tình
Chiêm i bao lại lần chần là canh năm canh
Chiêm i bao lại lần chần là canh năm canh.
Bên i mạn oanh í ơ bên i mạn oanh,
Ngồi tựa ơ giăng thanh thương nhớ ơ sầu oanh, thương nhớ sầu oanh
Lẻ loi chim í nhạn hỡi bạn ơi tình ơi là
Em biết ơ đến bao giờ họp mặt là đôi sánh đôi
Tôi biết đến ơ bao giờ họp mặt là đôi sánh đôi.
Đôi í tình ta í ơ đôi i tình ta,
Tình đẹp i ì tình ta, nghĩa nặng í ì vào ra.
Xuôi nên hòa là duyên nay a bén lại, bén lại tính nghĩa tình
Trước í không phải sau đền nghĩa sinh ba sinh
Trước í không phải sau đền nghĩa sinh ba sinh.

## Thông tin thêm
Trong dân gian Việt Nam có câu đối:
Hữu duyên thiên lý năng tương ngộ,
Vô duyên đối diện bất tương phùng.
Nghĩa là:
Có duyên ngàn dặm xa vẫn gặp,
Không duyên thì đối mặt vẫn cách lòng. Có duyên, ngàn dặm xa còn gặp
Vô duyên, đối diện vẫn/cứ cách lòng.